# ماهی‌خورک لاجوردی
ماهی‌خورک لاجوردی (نام علمی: Alcedo azurea) نام یک گونه از تیره ماهی‌خورک‌های رودخانه‌ای است.